# Самсон (фонтан, Петергоф)
«Самсо́н» — центральный фонтан дворцово-паркового ансамбля «Петергоф».

## Описание
Скульптурная группа стоит на трёхметровой скале. Самсон останавливает осевшего на задние лапы льва и разрывает его пасть, из которой вырывается водяной столб высотой 20 метров. Вокруг играют водой дельфины, символизирующие спокойное море, из ниш выглядывают львы, символизирующие стороны света.

## История
Основная скульптурная группа была установлена в честь 25-й годовщины Полтавской битвы, состоявшейся 27 июня 1709 года, в день памяти Сампсона Странноприимца, считавшегося покровителем русского войска; также на выбор образа повлияло сравнение Петра I с другим Самсоном, победившим в 14-й главе «Книги Судей» льва, и наличие льва в гербе побеждённой Швеции. В тот же период была создана посвящённая Полтавской битве гравюра Ивана Зубова и Михаила Карновского с тем же сюжетом и с подписью «Сампсону Российскому, рыкающего Льва Свейского преславно растерзавшему».
Первая скульптура, установленная в 1735 году, была отлита из свинца скульптором Бартоломео Карло Растрелли, кирпичный с каменной облицовкой постамент для скульптуры, вероятно, спроектировал архитектор Михаил Земцов, а гидротехническое оснащение создал мастер-гидравлик П. Суалем. У подножия скульптурной группы находилось восемь дельфинов-фонтанов. Но к 1801 году скульптура обветшала и её заменили бронзовой группой, созданной мастером В. П. Екимовым по проектам русского мастера классицизма Михаила Козловского. Сюжет был тем же, но в иной пластической трактовке. В то же время Андреем Воронихиным был спроектирован новый постамент в виде четырёхгранной тумбы на гранитном цоколе. На каждой грани были полукруглые люкарны с бронзовыми львиными головами, сделанными по модели М. Думнина.
Фонтан сильно пострадал в ходе немецкой оккупации во время Великой Отечественной войны. Оригинальная статуя была утрачена. Вероятно, она была похищена или погибла от огня артиллерии в 1942—1943 годах. В 1947 году скульпторы В. Симонов и Н. Михайлов на основе архивных данных, фотографий и работ М. Козловского воссоздали главную скульптурную группу на «Монументскульптуре», восстановленный ансамбль был открыт 14 сентября 1947 года. Дельфины были восстановлены через десять лет. 28 декабря 2010 года статуя была демонтирована и отправлена на реставрацию, а 17 апреля 2011 года возвращена на своё место.

## Галерея

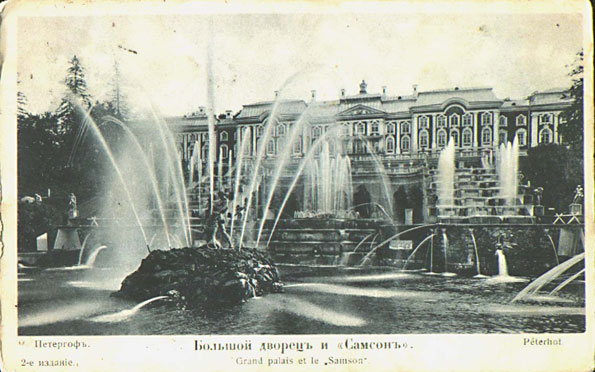
в 1900-е годы
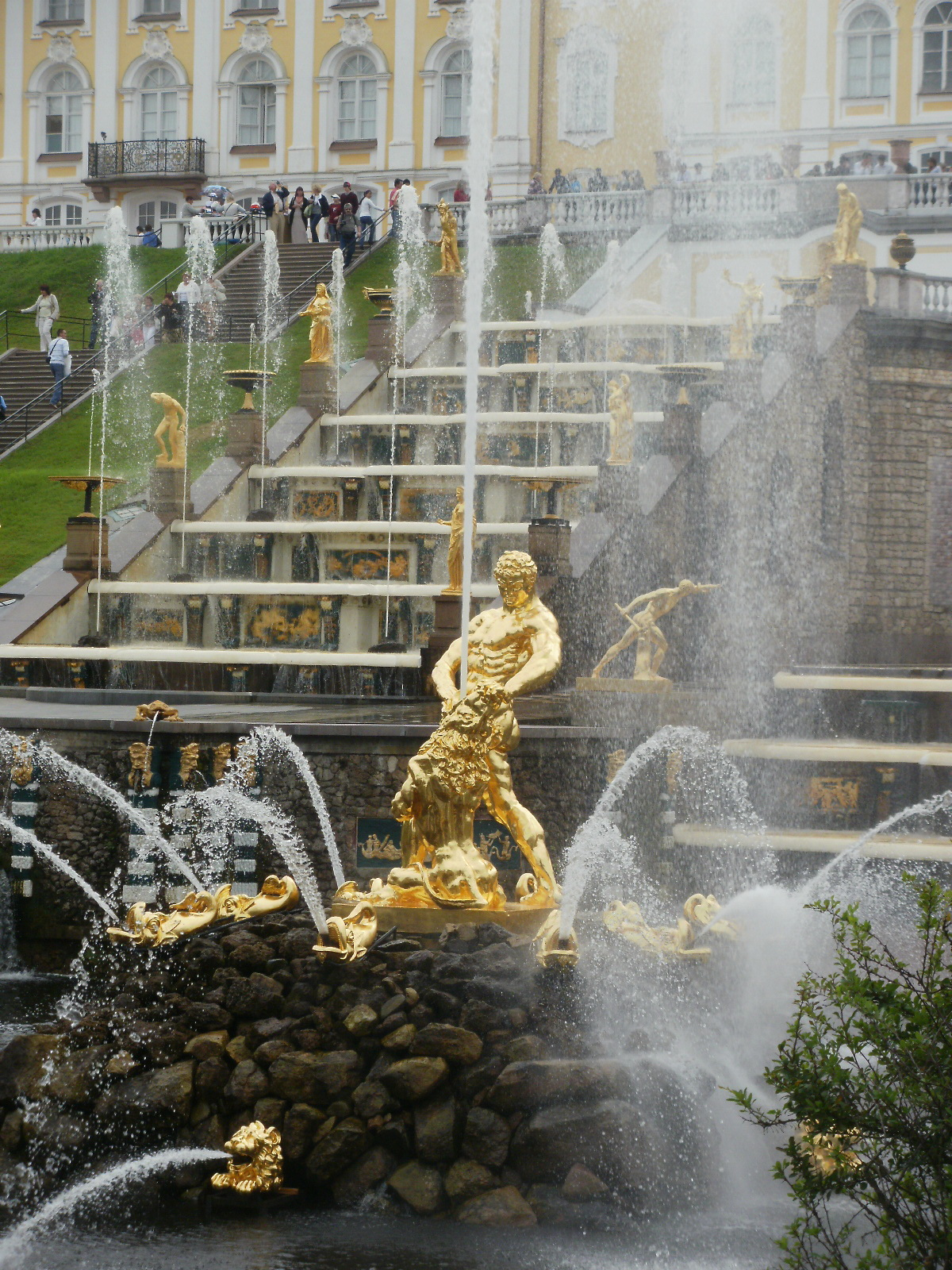
Фото
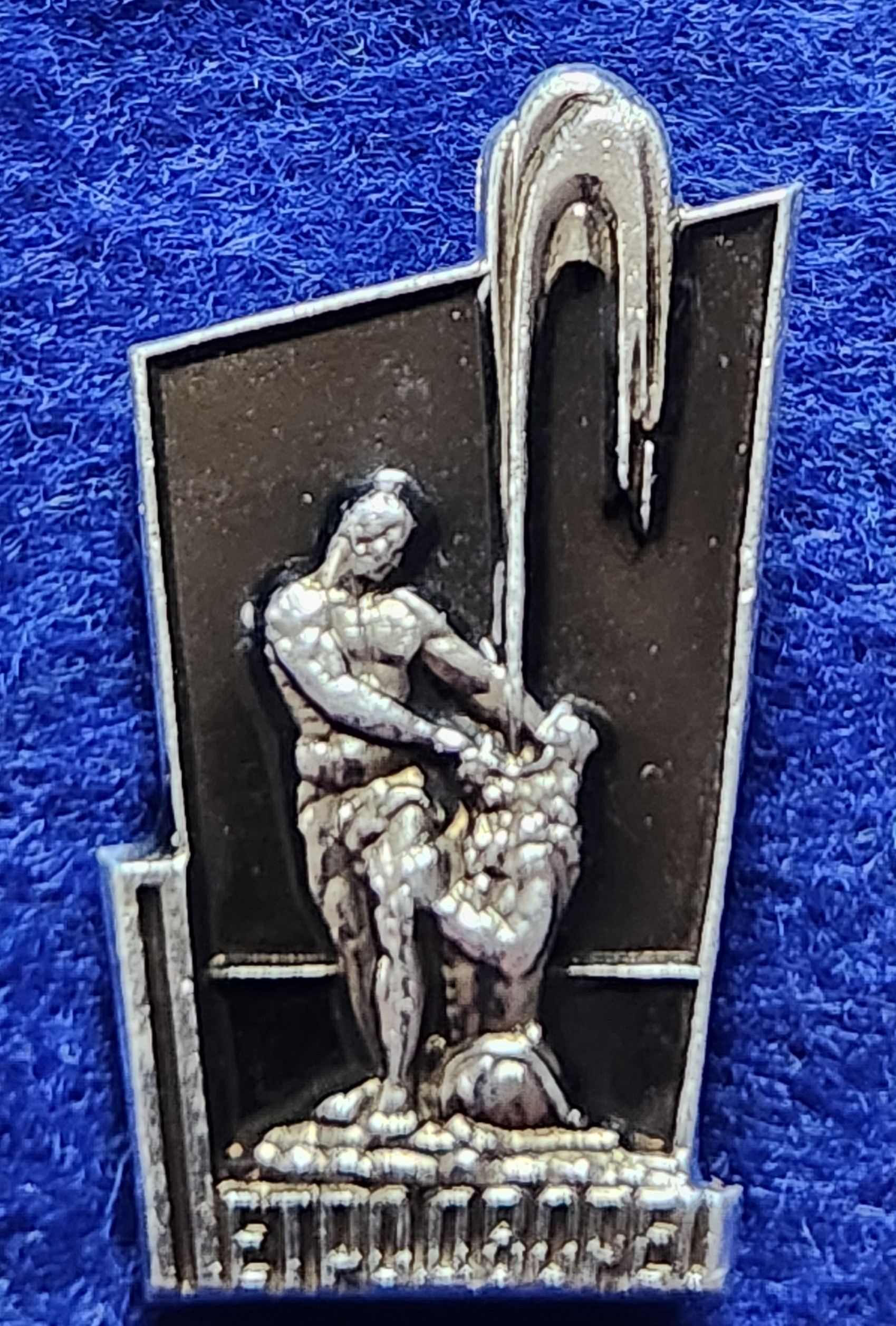
Значок
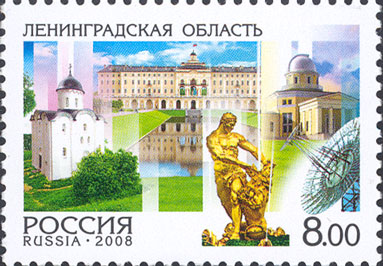
Почтовая марка